# 沼津信用金庫
沼津信用金庫（ぬまづしんようきんこ、英語：The Numazu Shinkin Bank）は、静岡県沼津市に本店を置く信用金庫である。沼津市のほか、静岡県東部の御殿場市、裾野市、三島市、清水町、長泉町、小山町に支店を展開している。
ATMでは、他の信用金庫のキャッシュカードによる入出金が自信金扱いとなる。

## 沿革
- 1950年
  - 4月 - 沼津信用組合設立（沼津市）。
  - 5月 - 駿河信用組合設立（御殿場町）。
- 1951年12月 - 沼津信用組合が沼津信用金庫に組織変更。
- 1953年 - 駿河信用組合が駿河信用金庫に組織変更。
- 2008年1月15日 - 沼津信用金庫と駿河信用金庫が対等合併。存続金庫は沼津信用金庫。
- 2019年4月15日 - 三島市とパートナーシップ協定を締結[4]。
- 2020年3月 - 沼津市と災害支援協定を締結[5]。
- 2024年7月8日 - この日から磁気の影響を受けにくい新しい通帳（Hi-Co通帳）を取扱開始した(Hi-Co通帳に対応していない信用金庫ATMではHi-Co通帳は使えない。)[6]。

## 不祥事
任意団体「日本イスラーム圏友好協会」が当信金上町支店に口座を開設しようとしたところ、団体名に「イスラム」が含まれることを理由に断られた。信金内では、イスラーム社会と、過激派集団「イスラム国(ISIL)」を分けて考え、誤解を招くような発言は避けるよう文書で通達していたが、担当者は「電話のやり取りだけでは目的などをくみ取ることができなかった」「（団体の）詳細が不明な中で口座が不正利用される疑念が払拭できなかった」としている。